# Catocala caerulescens
Catocala caerulescens là một loài bướm đêm trong họ Erebidae.